# Видсид
«Ви́дсид» (англ. Widsith, др.-англ. Ƿidsið, буквально «широкостранствующий», или «далёкий путь») — древнеанглийская поэма, сложившаяся в основной своей части в VII веке, но записанная предположительно в IX столетии, при короле Уэссекса Альфреде Великом (871—899). Произведение состоит из 144 строк и опирается на устную традицию древних германских сказаний. Единственная копия произведения сохранилась в созданной не позже 1076 года «Книге Эксетера» (MS 3501) и хранится в библиотеке Кафедрального собора Эксетера.

## История в поэме
Видсид — имя скопа (англосаксонский аналог скальда, др.-англ. scop), от лица которого ведётся рассказ, фактически представляющий собой каталог королей и народов героического века германцев.
Поэма представляет собой своего рода послужной лист и в основном состоит из трёх каталогов:
- списка     тридцати семи королей и народов, о которых поэт слышал;
- перечисления     пятидесяти восьми племён, у которых, по его утверждению, он бывал;
- списка     тридцати девяти хозяев, которых он развлекал своим пением.

Эти каталоги перемежаются отрывочными сведениями, в частности, о том, какими подарками поэта награждали.
Данный список нельзя считать реальным отражением личного опыта поэта, который не мог одновременно быть знаком с готским вождём Эрманарихом (Эорманриком), скончавшимся в 375 году н. э., и с лангобардским королем Альбоином (Эльфвином), умершим в 572 году. Выдвигалась гипотеза, что изначально поэма была создана ещё в IV веке, а анахронизмы представляют собой позднейшие вставки. На это возражали, что Эадгильс, играющий в поэме важную роль, был сравнительно незначительной исторической фигурой V века, и подчеркивание поэтом его патронажа скорее должно опираться на нечто реальное.
По мнению С. М. Боуры, Видсид — не настоящий поэт, а некий идеальный образ1]:
…автор использует этот образ для утверждения важнейших составляющих своего искусства. В нем заключены суть и задачи поэзии. Благодаря своему мастерству поэт узнает весь мир таким, каким он предстает в героической песни, и получает щедрое воздаяние. Перечисленные правители и народы могли бы стать героями песен воображаемого певца; на самом деле, это значит, что он располагает невероятным разнообразием тем. Рисуя своего идеального певца подобным образом, автор, возможно, до некоторой степени опирается на древнее представление о поэте, наделенном особым знанием, недоступным для обычных людей. За этим могло скрываться туманное и неясное ощущение того, что певец подобен шаману…